# Mark Ridgers
Mark Ridgers (Inverness, 9 augustus 1990) is een Schots voetballer (doelman) die sinds 2014 voor de Schotse eersteklasser St. Mirren FC uitkomt. Voordien kwam Ridgers uit voor Heart of Midlothian FC.
Ridgers debuteerde op 24 maart 2012 voor Hearts FC in de uitwedstrijd tegen St. Johnstone FC. De wedstrijd werd met 2-1 verloren.